# Arcidiocesi di Ciudad Bolívar

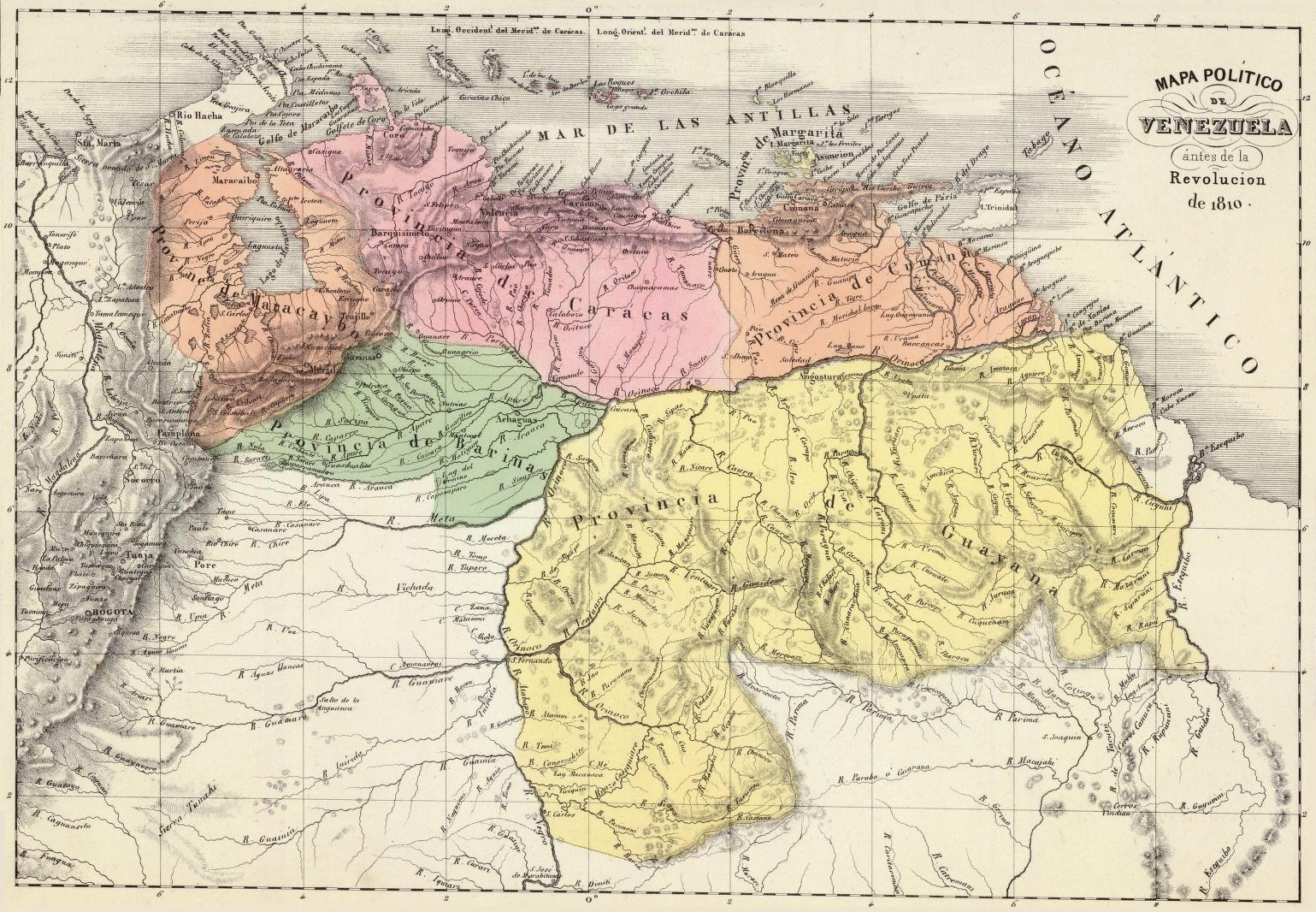
Mappa del Venezuela prima della rivoluzione del 1810: in giallo e arancione le province di Guayana e di Cumaná, che costituivano il primitivo territorio della diocesi.

L'arcidiocesi di Ciudad Bolívar (in latino Archidioecesis Civitatis Bolivarensis) è una sede metropolitana della Chiesa cattolica in Venezuela. Nel 2021 contava 637.000 battezzati su 670.000 abitanti. È retta dall'arcivescovo Ulises Antonio Gutiérrez Reyes, O. de M.

## Territorio
L'arcidiocesi comprende 4 comuni nella parte occidentale dello stato venezuelano di Bolívar: Heres, Sucre, Angostura e Cedeño. Tuttavia la parte meridionale del comune di Angostura e l'estremità meridionale del comune di Sucre appartengono al vicariato apostolico del Caroní.
Sede arcivescovile è la città di Ciudad Bolívar, dove si trova la cattedrale di San Tommaso.
Il territorio si estende su 109.769 km² ed è suddiviso in 25 parrocchie.

### Provincia ecclesiastica
La provincia ecclesiastica di Ciudad Bolívar, istituita nel 1958, comprende due suffraganee:
- diocesi di Ciudad Guayana,
- diocesi di Maturín.

## Storia
La diocesi di Guayana fu eretta il 20 maggio 1790, ricavandone il territorio dalla diocesi di Porto Rico (oggi arcidiocesi di San Juan di Porto Rico). Il primitivo territorio della diocesi comprendeva le province continentali di Guayana e di Cumaná, nonché le province insulari di Trinidad e di Margarita, nella Capitaneria generale del Venezuela. Sede della diocesi era la città di Angostura, l'odierna Ciudad Bolívar, nota anche come Santo Tomé de Guayana.
Originariamente suffraganea dell'arcidiocesi di Santo Domingo, il 24 novembre 1803 in virtù della bolla In universalis Ecclesiae regimine di papa Pio VII entrò a far parte della provincia ecclesiastica dell'arcidiocesi di Caracas.
Il 23 febbraio 1818 cedette una porzione del suo territorio a vantaggio dell'erezione del vicariato apostolico di Trinidad (oggi arcidiocesi di Porto di Spagna).
Il 4 marzo 1922, il 12 ottobre 1922 e il 5 febbraio 1932 ha ceduto altre porzioni di territorio a vantaggio dell'erezione rispettivamente del vicariato apostolico di Caroní, della diocesi di Cumaná (oggi arcidiocesi) e della prefettura apostolica dell'Alto Orinoco (oggi vicariato apostolico di Puerto Ayacucho).
Il 2 gennaio 1953 in forza del decreto Apostolicis sub plumbo Litteris della Congregazione Concistoriale assunse il nome di diocesi di Ciudad Bolívar.
Il 7 giugno 1954 e il 24 maggio 1958 cedette ulteriori porzioni del suo territorio a vantaggio dell'erezione rispettivamente delle diocesi di Barcelona e di Maturín.
Il 21 giugno 1958 è stata elevata al rango di arcidiocesi metropolitana con la bolla Magna quidem di papa Pio XII.
Il 20 agosto 1979 ha ceduto un'altra porzione di territorio a vantaggio dell'erezione della diocesi di Ciudad Guayana, a cui il 25 marzo 1988 ha aggiunto i comuni di Piar, Roscio e Sifontes per una sostanziale modifica dei confini diocesani.

## Cronotassi dei vescovi
Si omettono i periodi di sede vacante non superiori ai 2 anni o non storicamente accertati.
- Francisco Ibarra Herrera † (19 dicembre 1791 - 14 dicembre 1798 nominato vescovo del Venezuela)
- José Antonio García Mohedano † (11 agosto 1800 - 17 ottobre 1804 deceduto)
- José Bentura Cabello † (20 febbraio 1809 - 21 agosto 1817 deceduto)
  - Sede vacante (1817-1828)
- Mariano Talavera y Garcés † (22 dicembre 1828 - 1841 dimesso)
- Mariano Fernández Fortique † (12 luglio 1841 - 6 febbraio 1854 deceduto)
- José Manuel Arroyo Niño † (19 giugno 1856 -  30 novembre 1884 deceduto)
- Manuel Felipe Rodríguez Delgado † (30 luglio 1885 - 13 dicembre 1887 deceduto)
  - Sede vacante (1887-1891)
- Antonio María Durán † (25 settembre 1891 - 18 luglio 1917 deceduto)
- Sixto Sosa Díaz † (5 dicembre 1918 - 16 giugno 1923 nominato vescovo di Cumaná)
- Miguel Antonio Mejía † (22 giugno 1923 - 6 ottobre 1947 deceduto)
  - Sede vacante (1947-1949)
- Juan José Bernal Ortiz † (21 ottobre 1949 - 25 luglio 1965 nominato arcivescovo, titolo personale, di Los Teques)
- Crisanto Darío Mata Cova † (30 aprile 1966 - 26 maggio 1986 ritirato)
- Medardo Luis Luzardo Romero † (26 maggio 1986 - 27 agosto 2011 ritirato)
- Ulises Antonio Gutiérrez Reyes, O. de M., dal 27 agosto 2011

## Statistiche
L'arcidiocesi nel 2021 su una popolazione di 670.000 persone contava 637.000 battezzati, corrispondenti al 95,1% del totale.
| anno | popolazione | popolazione | popolazione | presbiteri | presbiteri | presbiteri | presbiteri                | diaconi | religiosi | religiosi | parrocchie |
| anno | battezzati  | totale      | %           | numero     | secolari   | regolari   | battezzati per presbitero | diaconi | uomini    | donne     | parrocchie |
| ---- | ----------- | ----------- | ----------- | ---------- | ---------- | ---------- | ------------------------- | ------- | --------- | --------- | ---------- |
| 1950 | 378.000     | 385.000     | 98,2        | 30         | 18         | 12         | 12.600                    |         |           |           | 30         |
| 1966 | 235.800     | 263.000     | 89,7        | 43         | 22         | 21         | 5.483                     |         | 21        | 75        | 21         |
| 1970 | 305.000     | 330.000     | 92,4        | 48         | 22         | 26         | 6.354                     |         | 28        | 96        | 27         |
| 1976 | 373.000     | 406.665     | 91,7        | 51         | 23         | 28         | 7.313                     |         | 37        | 108       | 34         |
| 1980 | 243.000     | 269.762     | 90,1        | 31         | 18         | 13         | 7.838                     | 3       | 14        | 51        | 27         |
| 1990 | 300.000     | 320.000     | 93,8        | 22         | 14         | 8          | 13.636                    |         | 9         | 70        | 16         |
| 1999 | 380.000     | 405.000     | 93,8        | 28         | 17         | 11         | 13.571                    |         | 11        | 63        | 23         |
| 2000 | 460.750     | 475.000     | 97,0        | 29         | 18         | 11         | 15.887                    |         | 11        | 70        | 23         |
| 2001 | 487.000     | 500.000     | 97,4        | 35         | 21         | 14         | 13.914                    |         | 14        | 70        | 23         |
| 2002 | 487.000     | 500.000     | 97,4        | 34         | 20         | 14         | 14.323                    |         | 14        | 67        | 24         |
| 2003 | 490.000     | 503.000     | 97,4        | 32         | 19         | 13         | 15.312                    |         | 13        | 69        | 24         |
| 2004 | 500.000     | 516.000     | 96,9        | 35         | 22         | 13         | 14.285                    |         | 13        | 66        | 24         |
| 2006 | 547.000     | 570.000     | 96,0        | 32         | 19         | 13         | 17.093                    | 2       | 13        | 53        | 25         |
| 2013 | 589.000     | 621.000     | 94,8        | 42         | 33         | 9          | 14.023                    | 2       | 10        | 56        | 23         |
| 2016 | 614.306     | 646.744     | 95,0        | 40         | 32         | 8          | 15.357                    | 2       | 8         | 53        | 25         |
| 2019 | 622.000     | 654.000     | 95,1        | 35         | 29         | 6          | 17.771                    | 1       | 11        | 42        | 27         |
| 2021 | 637.000     | 670.000     | 95,1        | 30         | 25         | 5          | 21.233                    | 2       | 9         | 34        | 25         |